# Collectella avita
Collectella avita är en svampdjursart som beskrevs av Schmidt 1880. Collectella avita ingår i släktet Collectella, ordningen Lithistida, klassen horn- och kiselsvampar, fylumet svampdjur och riket djur. Inga underarter finns listade i Catalogue of Life.